# Српска поезија
Српска поезија, односно српско песништво, обухвата целокупно песничко стваралаштво на српском језику, почевши од средњовековних времена па све до савременог доба. Током историје, српска поезија је прешла дуг пут од усменог песничког стваралаштва, преко првих песничких записа, до процвата српске поезије у време народног препорода.

## Подела

### Обредне митске песме
Обредне песме су биле колективне и обавезно певане у тачно одређено доба.

### Епске поезија
Епске народне песме Вук Стефановић Караџић је назвао јуначке (мушке) песме. Поделио их је према хронологији историјских збивања и тематском критеријуму на епске песме старијих, средњих и новијих времена.

#### Песме старијих времена
песме прекосовског циклуса (песме пре Боја на Косову 1389) 
- песме о Немањићима
- песме о Мрњачевићима
- песме о Марку Краљевићу

песме косовског циклуса
- песме о Кнезу Лазару и кнегињи Милици
- песме о Првом косовском боју
- песме о Бранковићима
- песме о Другом косовском боју
- песме о Јакшићима и Црнојевићима

#### Песме средњих времена
- хајдучки циклус
- ускочки циклус

#### Песме новијих времена
- песме о ослобођењу Црне Горе
- песме о ослобођењу Србије